# Enterotoxämie
Als Enterotoxämie bezeichnet man in der Tiermedizin perakut verlaufende Vergiftungen durch im Darm (altgriech. ἔντερον [enteron]) entstehende Gifte (Toxine) des Bakteriums Clostridium perfringens (Serotypen A, B, C, D und E), die resorbiert werden und in das Blut (altgriech. αἷμα [haima] → ämie) übergehen. Mögliche Ursachen sind eine plötzliche Futterumstellung, Kontamination des Futters mit dem Erreger, bei Nagetieren und Hasenartigen auch die Anwendung von Antibiotika, die nicht gegen Clostridien wirksam sind und somit zu einer explosionsartigen Vermehrung der zur natürlichen Darmflora gehörenden Clostridien führen (Antibiotika-bedingte Enterotoxämie, siehe auch Enterokolitis des Kaninchens).
Bei Schafen wird die Vergiftung mit dem Typ-D-Toxin als Breinierenkrankheit, die mit Typ C als Struck bezeichnet.